# Minerva (Lied)
Minerva ist ein Lied der US-amerikanischen Alternative-Metal-Band Deftones. Es wurde am 22. April 2003 als erste Single aus dem vierten Studioalbum Deftones ausgekoppelt.

## Inhalt
Minerva ist ein Alternative-Metal-/Shoegaze-Song, der von den damaligen Bandmitgliedern Stephen Carpenter, Chi Cheng, Abe Cunningham, Chino Moreno und Frank Delgado geschrieben wurde. Der Text ist in englischer Sprache verfasst. Minerva ist 4:17 Minuten lang, wurde in der Tonart es-Moll geschrieben und weist ein Tempo von 124 BPM auf. Produziert und gemischt wurde das Lied von Terry Date, während Tom Baker das Mastering übernahm. Minerva war in der römischen Mythologie die Göttin der Weisheit und Schutzherrin der Helden, der Städte, des Ackerbaus, der Künste und Wissenschaften, des Handwerks, des (strategischen) Krieges und des Friedens.
| „So God bless you all For the song you sang us all For the hearts you break Every time you moan“ – Refrain | „Gott segne euch alle Für das Lied, das du für uns alle gesungen hast Für die Herzen, die du gebrochen hast Jedes Mal, wenn du jammerst“ – Freie Übersetzung |

Am 20. Mai 2023 spielte die Band das Lied in der NBC-Late-Night-Show Last Call with Carson Daly. Darüber hinaus wurde das Lied für die Soundtracks der Videospiele True Crime: Streets of LA und NHL 2004 und des Films House of Wax verwendet.

## Titelliste
1. Minerva – 4:17
2. Sinatra – 4:34 (Original: Helmet)
3. Sleep Walk – 5:32 (Original: Santo & Johnny)

## Musikvideo
Für das Lied wurde ein Musikvideo gedreht, bei dem Paul Fedor Regie führte. Es wurde in der Nähe des Saltonsees im Süden Kaliforniens während eines Sandsturms gedreht. Man sieht die Band, wie sie umgeben von Lautsprechern und Scheinwerfern das Lied spielt. Die Dreharbeiten dauerten insgesamt rund 22 Stunden. Laut dem Schlagzeuger Abe Cunningham waren die Dreharbeiten „scheiße“. Die Aufnahmen hätten nicht geschnitten werden können, weil zu viel Sand in die DAT-Kassetten geraten wäre. Für Bassist Chi Cheng waren die Aufnahmen zwar „schrecklich“, dennoch mag er das Video, weil es „trippig“ wäre. Das Musikvideo wurde mit Pink Floyds Musikfilm Pink Floyd: Live at Pompeii verglichen.

## Rezeption
Arun Starkey vom Onlinemagazin Far Out schrieb, dass die Deftones mit Minerva ihre Formel perfektioniert hätten. Es wäre „harte Musik, die dennoch vollkommen transzendental ist“. Darüber hinaus lobte er den „infektiösen Refrain“ und lobte das Lied als „klangliche Sensation“. Laut Jon Hadusek vom Onlinemagazin Consequence brachten Deftones mit Minerva den Shoegaze in den Alternativ-Metal-Mainstream. Die Stärke des Liedes liegt in der Wiederholung. Es wäre ein auf zwei Akkorden basierender Drone.
YouTuber Rick Beato veröffentlichte im Jahre 2019 ein Video aus seiner Reihe What Makes This Song Great? über das Lied Minerva.

## Kommerzieller Erfolg

### Chartplatzierungen
Mit Platz 15 erreichten die Band Minerva die beste Platzierung in den britischen Singlecharts.
| ChartsChartplatzierungen     | Höchstplatzierung | Wochen |
| ---------------------------- | ----------------- | ------ |
| Vereinigtes Königreich (OCC) | 15 (3 Wo.)        | 3      |

### Auszeichnungen für Musikverkäufe
| Land/Region               | Auszeichnungen für Musikverkäufe (Land/Region, Auszeichnung, Verkäufe) | Verkäufe |
| ------------------------- | ---------------------------------------------------------------------- | -------- |
| Vereinigte Staaten (RIAA) | Gold                                                                   | 500.000  |
| Insgesamt                 | 1× Gold ·                                                              | 500.000  |